# Bartholomäus Murer
Bartholomäus Murer, auch Bartholomäus Murer von Schopfheim (* vor 1434 in Frankfurt am Main; † 1472 ebenda), war ein deutscher Steinmetz und von etwa 1463 bis zu seinem Tod als Werkmann am Bau des Frankfurter Domturms tätig.

## Leben und Werk
Murer war der jüngere Sohn des Dombaumeisters Leonhard Murer und seiner Frau Else. Beim Tod seines Vaters 1434 war er noch ein Kind. Seine Mutter heiratete den Domwerkmann Jost Schilder, in dessen Werkstatt Bartholomäus und sein Bruder Rudolf das Steinmetzhandwerk erlernten. Schilder leitete seit 1439 den Bau des Domturms, der nur langsame Fortschritte machte. 
1459 wurde Murer in das Frankfurter Bürgerbuch eingetragen. Seine Mutter führte zu dieser Zeit Prozesse mit ihren Pächtern. Sie starb bald darauf. Murer bewohnte mit seinem Stiefvater das ererbte Haus Alte Schwert in der Weißadlergasse. 1462 waren beide als Vater und Sohn im Bedebuch verzeichnet. Etwa um diese Zeit übernahm Murer für seinen Stiefvater, der weiterhin städtischer Werkmeister war, die Aufsicht über den ruhenden Dombau. Zwischen 1464 und 1468 sind keine Rechnungen für den Bau verzeichnet, erst 1469 wurden die Arbeiten wiederaufgenommen. Murer war niemals fest als Werkmeister angestellt, sondern nur nach Tagelohn beschäftigt. Die Bauarbeiten wurden offenbar vom Bartholomäusstift jeweils dann beauftragt, wenn Geld eingegangen war; ein regelmäßiges Budget stand nicht zur Verfügung. Zwischendurch hatte Murer 1466/67 die Bauleitung beim Umbau der Nikolaikirche auf dem Römerberg.
Murer starb überraschend zwischen Ende März und Juni 1472. Insgesamt wuchs der Domturm in der heute als Bauphase III bezeichneten Zeit zwischen 1440 und 1472 von etwa 34,90 Meter auf etwa 39,50 Meter Höhe. Bei Murers Tod war das erste Obergeschoss einschließlich des Gewölbes fertiggestellt und die ersten Quaderreihen des darüberliegende Oktogons aufgemauert.
Murer hinterließ eine Witwe, Kathrina, und drei Töchter, Grethe, Guda und Kathrina. Im Januar 1475 kehrte sein älterer Bruder Rudolf aus Straßburg zurück und bewarb sich um die Stelle des Stadtwerkmeisters, die durch den Tod des Stiefvaters Jost Schilder 1474 frei geworden war. Rudolf erhielt die Stelle im Mai 1475; laut Bedebuch lebte er zu dieser Zeit mit der verwitweten Schwägerin im Haus in der Weißadlergasse. Schon im Oktober 1476  starb auch Rudolf, ohne eigene Nachkommen.